# Anthurium colonicum
Anthurium colonicum är en kallaväxtart som beskrevs av Kurt Krause. Anthurium colonicum ingår i släktet Anthurium och familjen kallaväxter. Inga underarter finns listade.